# Kris Cuppens
Kris Cuppens (Neeroeteren, 22 mei 1962) is een Vlaams acteur.
Cuppens studeerde architectuur en scenografie aan het St-Lukas-instituut te Brussel, volgde na een korte carrière als architect een acteursopleiding aan het Koninklijk Conservatorium te Brussel en aan het Lee Strasberg Theatre Institute in New York. Later nam hij nog deel aan de Jeker regie Studio, ingericht door de Toneelacademie Maastricht en aan de scenariocursus van het VSA te Brussel.
Cuppens werkt als speler voor theater, film en televisie. Een bekend exploot op televisie is allicht de rol van Willy Martens in Heterdaad. Onlangs was hij nog te zien in Albert II, Spitsbroers, de 16, Ennemi public, Beau Séjour en Undercover.  Op het witte doek zag je hem o.m. aan het werk in Nue Propieté, Adem, Rundskop, Nos Batailles en Resurrection. In het theater werkte hij voor grotere huizen (zoals het NTGent, de KVS, Publiekstheater, het Speelteater, Transparant en De Korre), maar ook voor theatergezelschappen als Braakland/ZheBilding (BZB), Kollektief D&A, Tristero, De Parade of De Queeste. Sinds 2002 maakt hij deel uit van de spelerskern van Het nieuwstedelijk.
Hij ging er ook als maker aan de slag. Hij schreef er teksten die een grote onrust in zich dragen, en veelal zijn eigen biografie als vertrekpunt hebben. De broeierige verhouding tot een vader was eerder al zeer prominent in teksten als Vaderland en Kean en Zoon. Het gaat in beide voorstellingen telkens over de keuzes die een vader maakt, en hoe die onherroepelijk hun effect hebben op de zoon. Het is ook het uitgangspunt voor Lied, het generatie-project dat hij het voor Braakland/ZheBilding maakte, naar aanleiding van de geboorte van zijn zoon Jef, en waar hij de Toneelschrijfprijs van de Taalunie voor kreeg. Voor Bronks maakte hij i.s.m. muziektheater Braakland de kindervoorstelling Klopterop. Adem, met o.m. Laïs zangeressen Jorunn Bauweraerts en Nathalie Delcroix was de beklijvende en apocalyptische voorstelling over het gevecht om te leven die onnoemelijk hard raakte. In de laatste voorstelling Zwischen, die hij maakte met Suze Milius, voerde hij zijn vader, zoon en dochter ook letterlijk ten tonele.
Naast voorstellingen in het Nieuwstedelijk, maakte Kris ook speelfilms met Joachim Lafosse. Samen maakten zij Folie Privée, Ca rend heureux en Nue propriété, waarin hij speelt met Isabelle Huppert en Jérémie Renier. Enerzijds als acteur, anderzijds als co-scenarist. Ook hier spreekt hij zijn eigen biografie aan, om iets te vertellen over het leven in deze tijd.
Naast zijn werk als acteur, theater- en filmmaker is Kris docent en onderzoeker aan LUCA Drama, LUCA School of Arts, campus Lemmens (Leuven).

## Televisie
- Bex & Blanche (1994)
- Heterdaad, als wachtmeester Willy Martens (1995-1998)
- Thuis, als Jacques “Stanny” De Coster (1999)
- Recht op Recht (2000)
- Flikken (2003)
- Aspe (2004, 2009)
- Witse (2004-2005)
- Vermist (2012) als Paul
- Albert II (2013) als Koning Boudewijn
- Spitsbroers (2015-2017) als Leo Moerman
- De zoon van Artan (2015) als Gwijde
- De 16 (2016) als Hendrik Coninckx
- Ennemi public (2016) als Koen Van Assche
- Beau Séjour (2017) als Luc Hoeven
- Undercover (2019) als Walter Devos
- Grenslanders (2019) als Dewilde

## Theater
- 1993: Amerikaanse Dromen, regie R. Meulemans
- 1994: Modern Nature, regie R. Meulemans
- 1999: Vaderland, regie Kris Cuppens en Dirk Tuypens
- 2000: De Wraak van Tarzan, regie J. De Smet
- 2002: Kean en zoon, regie Kris Cuppens en Dirk Tuypens
- 2004: L'Etranger, regie Stijn Devillé
- 2005: Lied, regie Stijn Devillé
- 2012: Hebzucht, regie Stijn Devillé
- 2012: Klopterop met Kristof Van Perre, Ephraïm Cielen en Geert Waegeman
- 2016: Zwisschen, regie Suze Millius

## Film
- De Grot, M. Koolhoven (kortfilm)
- 2000: Tribu, Joachim Lafosse (kortfilm)
- 2004: Folie Privée, Joachim Lafosse
- Dans l'ombre, Olivier Masset-Depasse (kortfilm)
- 2006: Ça rend heureux, Joachim Lafosse
- 2006: Nue Propriété, Joachim Lafosse
- 2006: Windkracht 10: Koksijde Rescue
- 2006: De Laatste Zomer
- 2009: Ubertijd (kortfilm)
- 2010: Adem
- 2011: Rundskop
- 2017: The Exception
- 2017: Resurrection
- 2018: Nos Batailles

- Bibliothèque nationale de France: cb166979858 (data)
- Gemeinsame Normdatei: 1131202015
- International Standard Name Identifier: 0000 0001 3290 4731
- Library of Congress Control Number: no2018092055
- Nederlandse Thesaurus van Auteursnamen: 328310565
- Virtual International Authority File: 283953239
- WorldCat: E39PBJdCt7J9qRHdVjYVXwMdcP